# ГЕС Kisköre
ГЕС Kisköre – гідроелектростанція на північному сході Угорщини на річці Тиса (ліва притока Дунаю). Станом на середину 2010-х найпотужніша ГЕС у цій рівнинній країні (перевершити її у кілька разів могла станція Надьмарош на Дунаї, будівництво якої зупинили з екологічних міркувань).
Проект, реалізований між 1968 та 1973 роками, мав виконувати як гідроенергетичну, так і протиповеневу функції. В його межах Тису перекрили греблею висотою 26 метрів, яка утворила водосховище довжиною 27 км із об’ємом у 228 млн м3. При цьому воно має значну площу поверхні (127 км2) та малу середню глибину (всього 1,3 метра).
У лівобережній частині греблі обладнано судноплавний шлюз, по центру – п’ять водопропускних шлюзів, а біля правого берегу машинний зал. В останньому розміщено чотири гідроагрегати із бульбовими турбінами потужністю по 7 МВт.